# Maculelê

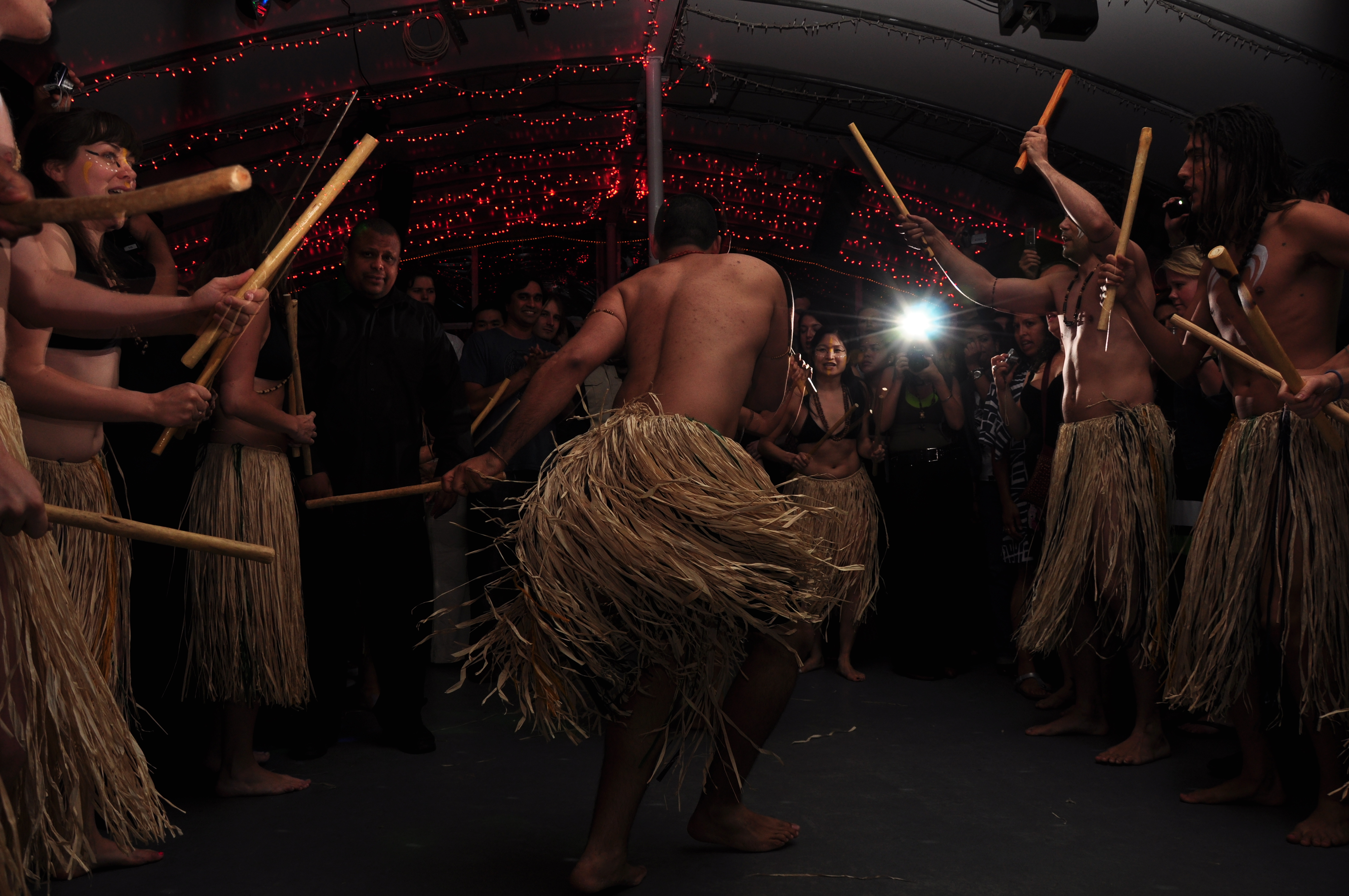
Eine Gruppe von Menschen führt Maculelê in New York auf.

Maculelê ist ein brasilianischer Kampftanz. Er hat ähnliche Wurzeln wie die Capoeira und wird häufig im Zusammenhang mit dieser ausgeübt. Im Gegensatz zur Capoeira handelt es sich jedoch um einen Messer- oder Stockkampf – jeder Kämpfer führt zwei sogenannte grimas oder zwei große Messer, wie sie zum Ernten von Zuckerrohr üblich sind. Begleitet wird der Kampftanz in der roda (dem Kreis) von der Handtrommel Atabaque, Wechselgesang, Händeklatschen und dem rhythmischen Zusammenschlagen der Stöcke.